# Temnothorax parvulus
Temnothorax parvulus is een mierensoort uit de onderfamilie van de Myrmicinae. De wetenschappelijke naam van de soort is voor het eerst geldig gepubliceerd in 1852 door Schenck.